# إبسوتش
إبسويتش (بالإنجليزية: Ipswich)‏ هي مدينة تقع في جنوب شرق إنجلترا. يبلغ عدد سكانها حوالي 118,000 نسمة (2003).

## المناخ
يظهر الجدول التالي التغييرات المناخية على مدار السنة لإبسوتش:
| البيانات المناخية لـإبسوتش        | البيانات المناخية لـإبسوتش | البيانات المناخية لـإبسوتش | البيانات المناخية لـإبسوتش | البيانات المناخية لـإبسوتش | البيانات المناخية لـإبسوتش | البيانات المناخية لـإبسوتش | البيانات المناخية لـإبسوتش | البيانات المناخية لـإبسوتش | البيانات المناخية لـإبسوتش | البيانات المناخية لـإبسوتش | البيانات المناخية لـإبسوتش | البيانات المناخية لـإبسوتش | البيانات المناخية لـإبسوتش |
| الشهر                             | يناير                      | فبراير                     | مارس                       | أبريل                      | مايو                       | يونيو                      | يوليو                      | أغسطس                      | سبتمبر                     | أكتوبر                     | نوفمبر                     | ديسمبر                     | المعدل السنوي              |
| --------------------------------- | -------------------------- | -------------------------- | -------------------------- | -------------------------- | -------------------------- | -------------------------- | -------------------------- | -------------------------- | -------------------------- | -------------------------- | -------------------------- | -------------------------- | -------------------------- |
| الدرجة القصوى °م (°ف)             | 15.9 (60.6)                | 18.1 (64.6)                | 23.1 (73.6)                | 25.6 (78.1)                | 28.9 (84.0)                | 33.5 (92.3)                | 35.0 (95.0)                | 35.2 (95.4)                | 31.5 (88.7)                | 29.0 (84.2)                | 20.6 (69.1)                | 15.9 (60.6)                | 35.2 (95.4)                |
| متوسط درجة الحرارة الكبرى °م (°ف) | 7.3 (45.1)                 | 7.5 (45.5)                 | 10.4 (50.7)                | 13.5 (56.3)                | 17.5 (63.5)                | 21.2 (70.2)                | 23.2 (73.8)                | 23.0 (73.4)                | 20.1 (68.2)                | 14.9 (58.8)                | 10.3 (50.5)                | 7.9 (46.2)                 | 14.7 (58.5)                |
| متوسط درجة الحرارة الصغرى °م (°ف) | 0.9 (33.6)                 | 0.8 (33.4)                 | 2.3 (36.1)                 | 3.5 (38.3)                 | 6.2 (43.2)                 | 10.0 (50.0)                | 12.3 (54.1)                | 12.2 (54.0)                | 9.8 (49.6)                 | 6.6 (43.9)                 | 3.1 (37.6)                 | 1.6 (34.9)                 | 5.8 (42.4)                 |
| أدنى درجة حرارة °م (°ف)           | −16.1 (3.0)                | −13.9 (7.0)                | −11.1 (12.0)               | −5.8 (21.6)                | −4 (25)                    | −1.1 (30.0)                | 2.3 (36.1)                 | 2.2 (36.0)                 | 0.0 (32.0)                 | −5.5 (22.1)                | −8.4 (16.9)                | −14.5 (5.9)                | −16.1 (3.0)                |
| الهطول مم (إنش)                   | 52.14 (2.05)               | 34.07 (1.34)               | 41.63 (1.64)               | 42.06 (1.66)               | 41.80 (1.65)               | 51.86 (2.04)               | 35.50 (1.40)               | 49.12 (1.93)               | 51.31 (2.02)               | 58.14 (2.29)               | 56.25 (2.21)               | 54.52 (2.15)               | 569.31 (22.41)             |
| المصدر: KNMI                      |                            |                            |                            |                            |                            |                            |                            |                            |                            |                            |                            |                            |                            |

## توأمة
لإبسوتش اتفاقيات توأمة مع:
- أراس (1992 - )

## معرض صور

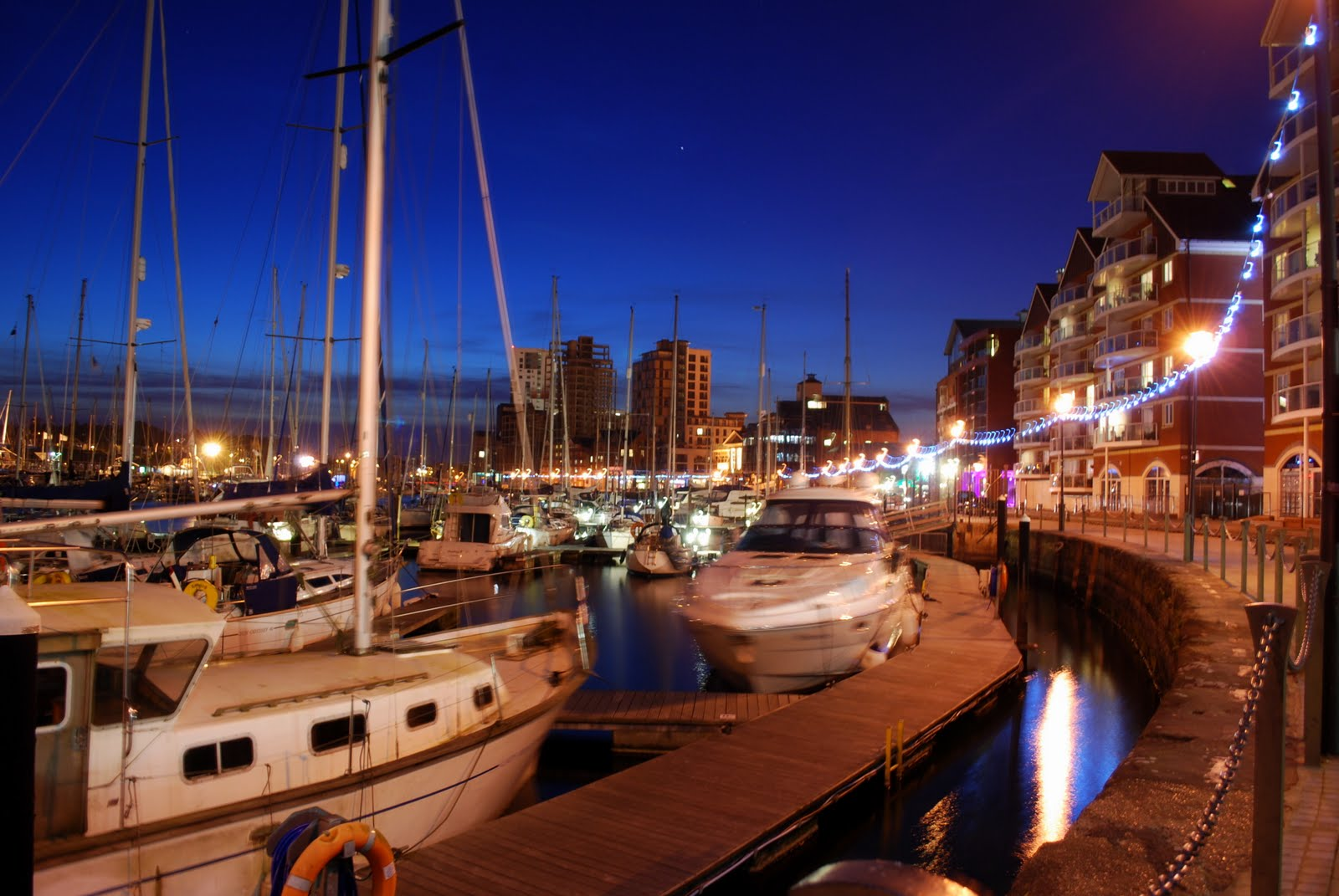
مارينا نبتون

## أعلام
- توماس وولسي
- سام كلافلن
- رالف فاينس
- كيرون داير
- ريتشارد رايت